# Epidendrum jejunum
Epidendrum jejunum är en orkidéart som beskrevs av Heinrich Gustav Reichenbach. Epidendrum jejunum ingår i släktet Epidendrum och familjen orkidéer. Inga underarter finns listade i Catalogue of Life.